# Doris Humphrey
Doris Batcheller Humphrey (Oak Park, Illinois; 17 de octubre de 1895 - Nueva York; 29 de diciembre de 1958) fue una coreógrafa y bailarina de danza moderna estadounidense. Durante varios años el mexicano José Limón bailó dentro de su compañía, establecida por aquel entonces en Nueva York.
Fue miembro de la compañía de ballet de la Denishawn School of Dancing and Related Arts desde 1917 hasta 1928, año en que se retiró para cofundar junto a Charles Weidman una escuela y grupo de danza que existió hasta 1944. Entre sus representaciones se encuentran Water Study de 1928, The Shakers de 1931 y New Dance de 1935. Se retiró del escenario en 1945, pero continuó trabajando como directora artística de la compañía de José Limón en obras como Day on Earth de 1947 y Ruins and Visions de 1953.